# Konevo, Kărdjali
Konevo (în bulgară Конево) este un sat în comuna Kărdjali, regiunea Kărdjali,  Bulgaria. 

## Demografie
Componența etnică a satului Konevo
     Turci (99,61%)
     Nicio identificare (0,38%)
     Altele (0%)
La recensământul din 2011, populația satului Konevo era de 259 locuitori. Din punct de vedere etnic, majoritatea locuitorilor (99,61%) erau turci. Pentru 0,38% din locuitori nu este cunoscută apartenența etnică.